# Политические партии Финляндии

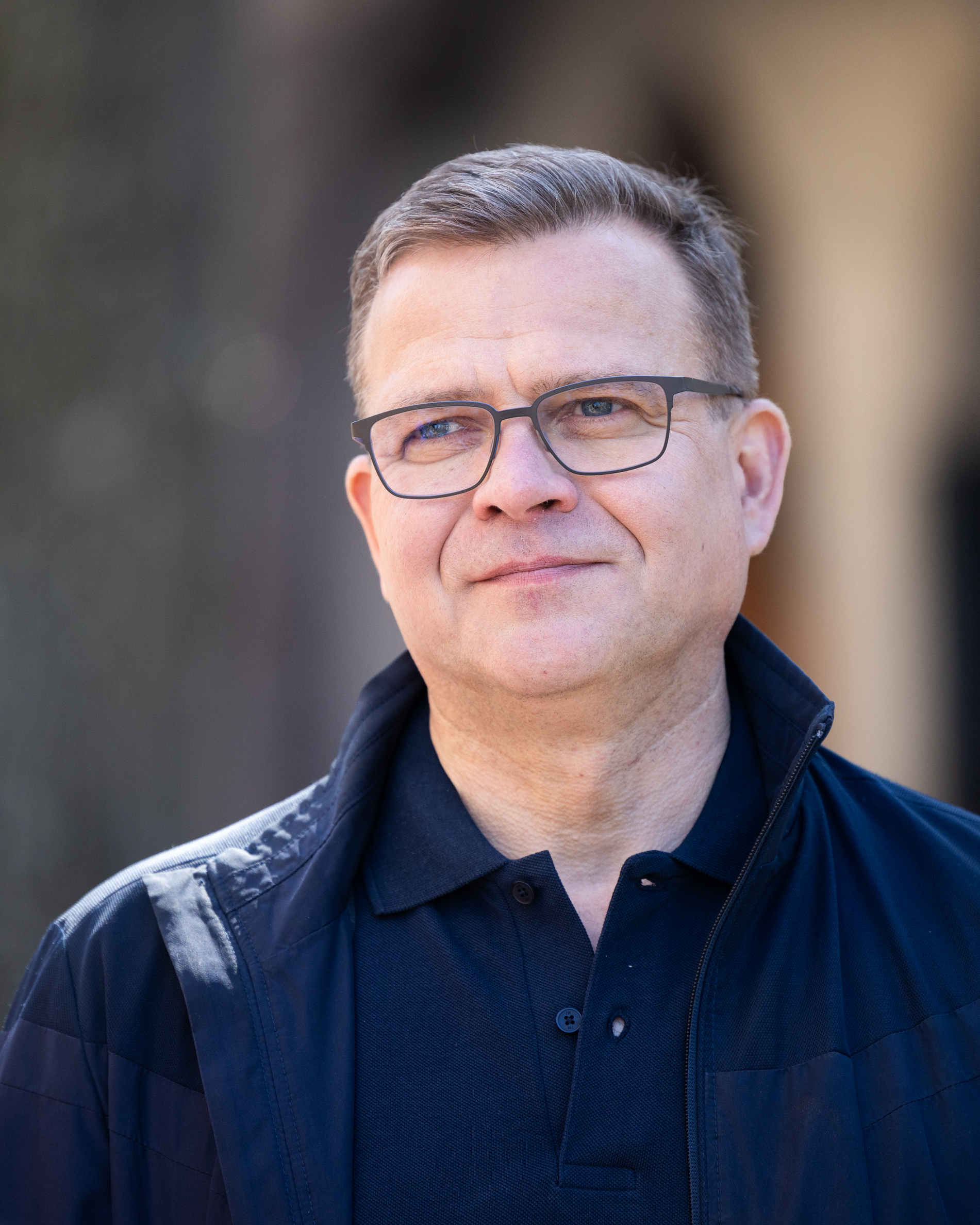
Петтери Орпо, председатель партии Национальная коалиция, победившей на парламентских выборах 2023 года

Политические партии Финляндии — политические организации (политические партии, объединения), действующие на территории Финляндии.
Для того, чтобы организация в Финляндии занималась политической деятельностью, требуется, чтобы она была зарегистрирована Министерством юстиции Финляндии и внесена в партийный реестр. По состоянию на конец 2017 года в Финляндии зарегистрировано 16 партий. Финляндия имеет развитую многопартийную систему. Довольно часто крупнейшие партии страны, не обладая абсолютным большинством в парламенте, формируют коалиционные правительства с менее крупными партиями.
По результатам Парламентских выборов 2023 года в эдускунте (финском парламенте) представлены девять общефинских партий. В кабинет Орпо, сформированный после выборов 2023 года, входят представители четырёх партий.

## Политическая история Финляндии
В 1809 году в городе Борго (сейчас — Порвоо) состоялось сословное собрание (сейм), на котором собрались представители всех сословий Финляндского княжества Российской империи. Боргоский сейм традиционно считается началом отсчёта политической истории Финляндии. На нём была утверждена широкая автономия Великого княжества Финляндского, связанного с Российским императорским домом личной унией. Сейм фактически признал Великое княжество Финляндское национальным государством финского народа, до этого находившегося в зависимости от шведской короны, при этом сохранив преимущественное положение шведской элиты в Финляндском княжестве.
Фенномания (фин. Fennomania), движение сторонников укрепления позиций народных традиций и финского языка, в противовес шведскому, которым пользовались образованные слои финского населения, начало зарождаться ещё в конце XVII — в начале XVIII века. Наибольшего подъёма движение достигло во второй половине XIX века. Долгое время финское национальное движение носило характер почти исключительно культурно-языкового, выступая за усиление позиций финского языка, расширение преподавания на финском, развитие финской культуры и, в частности, литературы. Начиная со второй половины XIX века движение фенноманов начинает постепенно перерастать в национально-освободительное. Начинают открыто звучать призывы к созданию суверенного финского государства; впервые зарождается идея Великой Финляндии. Большое значение для пробуждения национального самосознания имел карелианизм — романтическое течение, в котором соединялись увлечение историей и традициями Финляндии и Карелии, зародившееся во многом под влиянием «Калевалы». Расцвет карелианизма пришёлся на 1890-е годы.
В 1860-е годы в противовес усиливавшемуся движению фенноманов возникло движение шведоманов, представлявшее собой национальную партию шведского меньшинства.
Активный процесс партийного строительства в Финляндии начался в конце 1870-х годов, когда появляются Либеральный клуб (с 1880 Либеральная партия) и Финская партия. В 1894 году образована Младофинская партия, в 1918 году послужившая наряду с Финской партией основой для создания партии Национальная коалиция и Национальной прогрессивной партии. В 1899 году была создана Рабочая партия Финляндии, в 1903 сменившая название на Социал-демократическую, традиционно входящая в число крупнейших партий страны. В 1906 были созданы партии Союз финляндских крестьян и Крестьянский союз младофиннов Южной Похьянмаа, которые позже объединились в партию Аграрный союз (с 1965 года — Партия центра, с 1988 — Финляндский центр). В том же 1906 году Шведская партия была преобразована в Шведскую народную партию. Именно эти партии в течение длительного времени были ведущими политическими силами Финляндии.
Во второй половине XIX века финский сейм представлял собой собрание представителей четырёх сословий: аристократии, духовенства, горожан и крестьян. После революции 1905 года, которая охватила и Финляндию, Николай II был вынужден отменить указы, ограничивающие финляндскую автономию. В 1906 году в Финляндии было введено всеобщее избирательное право, а четырёхсословный сейм заменён однопалатным парламентом. На первых в истории страны парламентских выборах (1907) победили социал-демократы.
Распад Российской империи резко изменил положение Финляндии. 15 ноября 1917 года Эдускунта провозгласила себя высшей государственной властью на территории Великого княжества. 4 декабря новое правительство страны — сенат Свинхувуда, состоявший только из представителей консерваторов, подписал Декларацию независимости Финляндии. 6 декабря финский парламент принял акт, в котором декларировал независимость и суверенитет Великого княжества Финляндского как национального государства Финляндия.
В январе 1918 года нарастающее противостояние социал-демократического Исполнительного комитета рабочих и консервативного финского Сената привёло к вооружённым столкновениям между финской Красной гвардией и шюцкором, которые переросли в гражданскую войну. Будучи лучше организованы и получив военную помощь Германии, финские белые одержали победу. Ночью 26 апреля 1918 года красное правительство Финляндии бежало морем из Выборга в Петроград. Социал-демократам удалось сохранить свой легальный статус, но Коммунистическая партия Финляндии, созданная левыми радикалами, отколовшимися от социал-демократов, в августе 1918 года в Москве была запрещена до 1944 года.
В 1920-х—1930-х годах политическая жизнь Финляндии во многом определялась противостоянием, иногда очень жёстким, между антикоммунистами, консерваторами и националистами (в первую очередь Национальная коалиция и правое крыло Аграрного союза) с одной стороны и либералами (либеральное крыло Аграрного союза, Национальная прогрессивная и Шведская народная партии), выступавшими в союзе с социал-демократами.
В 1929—1932 годах значительную роль в политической жизни Финляндии играло Движение Лапуа (фин. Lapuan liike), отличавшееся крайне националистическими, антисоветскими и антикоммунистическими взглядами. Лапуасцы пользовались поддержкой деятелей Национальной коалиции и правого крыла Аграрного союза. Лапуасцы устраивали погромы, похищали и убивали коммунистов и активистов рабочего движения. 14 октября 1930 года в день 10-летия мирного договора с Советской Россией лапуасцы предприняли попытку путча, окончившуюся неудачей. В то же время власти Финляндии пошли навстречу движению, приняв ряд законов против коммунистов. 27 февраля 1932 года в деревне Мянтсяля, в 50 км севернее Хельсинки, собрались тысячи сторонников Движения Лапуа и шюцкоровцев с намерением начать оттуда поход на столицу. 2 марта президент Пер Свинхувуд принял на себя командование армией и отозвал из отпусков военнослужащих. Поняв, что путч провалился 3 марта лапуасцы сложили оружие. 7 марта президент Свинхувуд издал указ о запрете Движения Лапуа, а его лидеры были арестованы. В июне того же года на базе запрещённого Движения Лапуа было создано профашистское Патриотическое народное движение (фин. Isänmaallista kansanliikettä), распущенное в 1944 году.
Главной особенностью финской политической жизни в 1944—1949 годах стала жёсткая конкуренция между социал-демократами и коммунистами за голоса избирателей, многие из которых были разочарованы позицией СДПФ во время войны, и за контроль над профсоюзами. В это время ведущими партиями страны были социал-демократы, коммунисты и Аграрный союз, каждая из этих партий пользовалась поддержкой примерно 25 % избирателей. Именно они и формировали первые послевоенные правительства. В 1948 году Социал-демократическая партия в союзе с правыми и центристскими партиями добилась изгнания коммунистов из кабинета. В то время как СДПФ придерживалась курса на антикоммунизм и защиту суверенитета в Финляндии берут верх сторонники установления добрососедских отношений с Советским Союзом. В результате социал-демократы, пережившие раскол в 1958 году, не смогли наладить сотрудничество с президентами Юхо Паасикиви и Урхо Кекконеном, проводившими политику «финляндизации» и «активного нейтралитета».
В 1960-х—1980-х годах ведущую роль в финской политике играют Социал-демократическая партия, Партия центра (бывший Аграрный союз) и Национальная коалиция. В 1966 году Коммунистическая партия, которая в период с 1944 года по 1979 получала на выборах от 17 % до 24 %, смогла вернуться в правительство. Но в 1970-х годах внутри Компартии начинается борьба между реформистами и сталинистами, которая завершилась исключением последних. Впоследствии коммунисты-реформисты во многом под влиянием перестройки в СССР отказались от марксизма-ленинизма и образовали новую партию Левый союз. Пережил раскол и Аграрный союз. В 1959 году Веикко Веннамо, исключённый из этой партии, объединил своих приверженцев в Сельскую партию Финляндии, привлёкшую своим популизмом голоса многих фермеров и безработных. После успешного участия в выборах в 1960-х годах популярность партии пошла на спад. В 1995 году на её базе была создана националистическая партия «Истинные финны», весьма преуспевшая на выборах 2011 года. Появилась партия Зелёных финляндии.
1990-е—2000-е годы прошли для финских партий во многом под знаком борьбы за или против евроинтеграции.

## Зарегистрированные политические партии
Согласно действующему финскому законодательству политическая организация может быть зарегистрирована как партия в случае соответствия определённым условиям. Зарегистрированная политическая партия получает возможность выдвигать кандидатов на всех национальных и местных выборах, а партия, представленная в парламенте, имеет право на государственные субсидии в зависимости от количества завоёванных мандатов. Для регистрации партии объединение должно иметь устав, гарантирующий демократичность внутри организации, и представить 5000 подписей граждан Финляндии, имеющих право голоса. Партия, которая не смогла получить ни одного места в ходе двух кампаний по выборам в Эдускунте подряд, может быть удалена из реестра, однако имеет право вновь подать заявление на регистрацию. 29 марта 2012 года правительством Финляндии начат процесс по внесению поправок в законодательные акты, после принятия которых возможность участия в создании новых партий будет предоставлена иностранцам.
По результатам парламентских выборов 2007, 2011 и 2015 годов в эдускунте (финском парламенте) были представлены восемь общефинских партий; на них приходилось 199 депутатских мандатов из двухсот (ещё один мандат — у представителя коалиции нескольких местных партий Аландских островов, который традиционно примыкает к фракции Шведской народной партии).
| Название | Оригинальное название | Идеология                                                                 | Лидер                 | Депутаты (2015)      | Осн.        | Зарег. |
| - Осн. — год основания партии - Зарег. — год последнего внесения партии в реестр политических партий Финляндии                  | |                                                                           |                       |                      |             |        |
| Партии, представленные в парламенте (выделены партии, представители которых входят входят в кабинет Сипиля (с 29 мая 2015 года) | |                                                                           |                       |                      |             |        |
| Финляндский центр | фин. Suomen Keskusta, Kesk. швед. Centern i Finland                                                                                 | Центризм Социал-либерализм Аграризм                                       | Сипиля, Юха           | 49                   | 1906        |        |
| Истинные финны | фин. Perussuomalaiset, PS швед. Sannfinländarna                                                                                     | Национализм Евроскептицизм Социальный консерватизм Правый популизм        | Сойни, Тимо           | 38 (17 в конце 2017) | 1995        |        |
| Национальная коалиционная партия                                                                                                | фин. Kansallinen Kokoomus — Kok. швед. Samlingspartiet                                                                              | Либеральный консерватизм Проевропеизм                                     | Орпо, Петтери         | 37                   | 1918        |        |
| Синее будущее | фин. Sininen tulevaisuus, швед. Blå framtid                                                                                         | Национал-консерватизм Мягкий евроскептицизм                               | Терхо, Сампо          | 0 (19 в 2017)        | 2017        | 2017   |
| Социал-демократическая партия                                                                                                   | фин. Suomen Sosialidemokraattinen Puolue, SDP швед. Finlands Socialdemokratiska Parti                                               | Социал-демократия                                                         | Ринне, Антти          | 34                   | 1899        |        |
| Зелёный союз | фин. Vihreä liitto, Vihr. швед. Gröna förbundet                                                                                     | Зелёная политика Социал-либерализм Зелёный либерализм Проевропеизм        | Нийнистё, Вилле       | 15                   | 1987        |        |
| Левый союз | фин. Vasemmistoliitto, Vas. швед. Vänsterförbundet                                                                                  | Демократический социализм Экосоциализм                                    | Андерссон, Ли         | 12                   | 1990        |        |
| Шведская народная партия | фин. Ruotsalainen kansanpuolue, RKP швед. Svenska folkpartiet, SFP                                                                  | Защита интересов финских шведов Либерализм Социал-либерализм              | Хенрикссон, Анна-Майя | 9 + 1                | 1906        |        |
| Христианские демократы | фин. Suomen Kristillisdemokraatit, KD швед. Kristdemokraterna i Finland                                                             | Христианская демократия Евроскептицизм Социальный консерватизм            | Эссайя, Сари          | 5                    | 1958        |        |
| Партии, не представленные в парламенте                                                                                          | |                                                                           |                       |                      |             |        |
| Гражданская партия | фин. Kansalaispuolue, KP | Евроскептицизм                                                            | Вяюрюнен, Пааво       | -                    | 2016        | 2016   |
| Коммунистическая партия Финляндии                                                                                               | фин. Suomen kommunistinen puolue, SKP швед. Finlands kommunistiska parti, FKP                                                       | Коммунизм марксизм-ленинизм                                               | Хаканен, Урйо         | -                    | 1994 (1985) | 2011   |
| Коммунистическая рабочая партия — За мир и социализм                                                                            | фин. Kommunistinen Työväenpuolue – Rauhan ja Sosialismin puolesta — KTP швед. Kommunistiska Arbetarpartiet – För Fred och Socialism | Коммунизм марксизм-ленинизм                                               | Харью, Ханну          | -                    | 1988        | 2012   |
| Либеральная партия — Свобода выбора, ранее известная под названием Партия виски                                                 | фин. Liberaalipuolue – Vapaus valita, Lib.                                                                                          | Экономический либерализм, культурный либерализм                           |                       | -                    | 2014        | 2016   |
| Партия за права животных | фин. Suomen Eläinoikeuspuolue, EOP                                                                                                  | Права животных                                                            |                       | -                    | 2015        | 2016   |
| Партия независимости | фин. Itsenäisyyspuolue, IPU, швед. Självständighetspartiet                                                                          | Евроскептицизм, нейтралитет, прямая демократия, социальная справедливость | Песонен, Антти        | -                    | 1994        | 2017   |
| Пиратская партия | фин. Piraattipuolue, PP швед. Piratpartiet                                                                                          | Свобода информации Неприкосновенность частной жизни                       | Кивистё, Харри        | -                    | 2008        | 2016   |
| Феминистская партия | фин. Feministinen puolue r.p. швед. Feministiska partiet r.p.                                                                       | Феминизм                                                                  | Katju Aro             | -                    | 2016        | 2017   |
| 1. 2. 3. 4. 5. 6. 7. 8. 9. 10. 11. 12.                                                                                          | |                                                                           |                       |                      |             |        |

### Представлены в Европарламенте
25 мая 2014 года в Финляндии прошли Выборы в Европейский парламент, на которых было избрано 13 депутатов от страны. По три депутата представляют Коалиционную партию и Финляндский центр, по два — Истинных финнов и Социал-демократическую партию, по одному — Зелёный союз, Левый союз и Шведскую народную партию.

## Политические ассоциации
Партии не сумевшие в ходе двух подряд кампаний по выборам депутатов парламента завоевать хотя бы один мандат и лишённые регистрации, часто не распускаются, а регистрируются как политические ассоциации, намереваясь в дальнейшем вернуть себе статус партии. Также статус политических ассоциаций получают организации созданные с целью зарегистрироваться в дальнейшем как партия и участвовать в выборах.
- «Либералы» (фин. Liberaalit). Создана в 1965 году в результате объединения Народной партии Финляндии и Либеральной лиги. Первоначально называлась Либеральная народная партия (фин. Liberaalinen Kansanpuolue), современное название с 2000 года. Статус партии лишились в 2007 году. В 2011 году было решено продолжить деятельность как «мозговой центр». Идеология — классический либерализм, либертарианство, свободный рынок. Лидер — Йоуни Флемминг.
- Финская партия пожилых людей (фин. Suomen Senioripuolue, SSP), основана в 1990 году как Независимые пенсионеры Финляндии, позже сменила название на «Пенсионеры для народа», современное название с 2006 года. Трижды удалялась из реестра партий, в 1995, 2003 и 2011 годах, потому что у неё не было членов парламента. Идеология — защита интересов пенсионеров. Лидер — Аня Койвистойнен. 7 июня 2012 года принято решение о слиянии с Партией независимости.
- Отечественное народное движение (фин. Isänmaallinen Kansanliike), основано в 1993 году как Национально-патриотический союз. Ультраправые. Лидер — Матти Ярвихарью.
- Социалистический союз (фин. Sosialistiliitto, SL), создан в 1995 году как объединение «Коммунистическая молодёжь» (фин. Kommunistinuoret) в результате раскола Финского демократического союза молодёжи, в 1998 году получил своё современное название. Идеология — марксизм, троцкизм, антикапитализм, антимилитаризм. Лидер — Юхани Лохикоски. Участвует в работе интернационала Международная социалистическая тенденция.
- Марксистский рабочий союз (фин. Marxilainen työväenliitto), основан в 2000 году в результате раскола Социалистического союза. Идеология — марксизм, троцкизм. Лидер — Димитрис Мизарас. Участвует в работе Координационного комитета по возрождению Четвёртого Интернационала (англ. Coordinating Committee for the Refoundation of the Fourth International).
- Союз коммунистов (фин. Kommunistien Liitto), основан 14 сентября 2002 года в результате раскола Коммунистической рабочей партии — За мир и социализм. Ортодоксальный марксизм-ленинизм, антиимпериализм. Лидер — Калеви Варман.
- Исламская партия Финляндии (фин. Suomen islamilainen puolue), основана в сентябре 2007 года. Идеология — исламизм, социальная справедливость. Лидер — Абдулла Тамми.

## Партии Аландских островов
На Аландских островах в связи с их особым автономным статусом действуют местные политические партии.
| Название                                | Оригинальное название         | Идеология                                                                          | Лидер               | Депутаты Лагтинга | Основана |
| Партии представленные в парламенте      |                               |                                                                                    |                     |                   |          |
| Аландский центр                         | швед. Åländsk Center          | Социал-либерализм Центризм Северный аграрианизм Культурный консерватизм Суверенизм | Тернрус, Вероника   | 7                 | 1976     |
| Аландская либеральная партия            | швед. Liberalerna på Åland    | Либерализм Социал-либерализм                                                       | Эрикссон, Вивека    | 7                 | 1978     |
| Аландская социал-демократическая партия | швед. Ålands Socialdemokrater | Социал-демократия                                                                  | Гунелл, Камилла     | 5                 | 1971     |
| Аландские умеренные                     | швед. Moderaterna på Åland    | Либеральный консерватизм                                                           | Эн, Йохан           | 5                 | 1967     |
| Независимый блок                        | швед. Obunden Samling         | Культурный консерватизм Суверенизм                                                 | Линдхольм, Гун-Мари | 3                 | 1987     |
| Будущее Аландов                         | швед. Ålands Framtid          | Сепаратизм Суверенизм Национальный консерватизм                                    | Джонсон, Аксель     | 2                 | 2001     |
| Аландская демократия                    | швед. Ålands Framtid          | Антииммиграционная                                                                 | Тойвонен, Стефан    | 1                 | 2015     |
| 1.                                      |                               |                                                                                    |                     |                   |          |

## Исторические партии
- Либеральный клуб (1877—1880). Переименован в Либеральную партию.
- Финская партия[11] (фин. Suomalainen Puolue, 1879—1918). Политическое крыло фенноманов. Социал-реформизм, консерватизм, финский национализм, автономизм. После раскола 1894 года получила неофициальное название «старые финны» (фин. vanhasuomalaiset). Влилась в Национальную коалиционную партию.
- Либеральная партия (1880—1885). Классический либерализм, сепаратизм. В партии преобладали финские шведы, что в конце концов привело её к объединению со Шведской партией.
- Шведская партия (швед. Svenska partiet, 1882—1906). Создана на базе движения свекоманов. Преобразована в Шведскую народную партию.
- Союз женщин Финляндии (1892—1938).
- Младофинская партия, или Партия младофиннов (фин. Nuorsuomalainen Puolue, 1894—1918). Другое название — Конституционно-фенноманская партия (фин. Perustuslaillis-Suomenmielinen Puolue). Создана в результате раскола Финской партии. Национализм, конституционализм, либерализм, монархизм. Большей частью влилась в 1918 году в Национальную коалиционную партию.
- Финская рабочая партия (фин. Suomen Työväenpuolue, 1899—1902). Преобразована в Социал-демократическую партию Финляндии.
- Шведский рабочий союз Финляндии (1899—1918). Объединился с Социал-демократической партии Финляндии.
- Конституционная партия (1902—1918). Влилась в Национальную прогрессивную партию.
- Финляндская партия активного сопротивления (1904—1908). Финляндский национализм и сепаратизм, использовала террор. Лидер — Конни Циллиакус.
- Союз сельских рабочих (1905—1915).
- Финская коалиционная партия (фин. Suomen Perustuslaillis Puolue, 1905—1907)
- Финская народная партия (фин. Suomen Kansallinen Puolue, 1905—1918). Влилась в Национальную коалиционную партию.
- Финская прогрессивная партия (фин. Suomen Edistyspuolue, 1905—1908).
- Финский союз сельского населения (фин. Suomen Maalaisväestön Liitto, 1906—1919). Создана группой членов левого крыла Младофиннской партии. Придерживалась алкионизма. Преобразована в Финский союз сельского населения.
- Младофинский аграрный союз Южной Остроботнии (фин. Etelä-Pohjanmaan Nuorsuomalainen Maalaisliitto, 1906—1908). Первоначально левая фракция внутри Младофиннской партии, позднее самостоятельная организация. Придерживалась алкионизма. Объединилась с Финским союзом сельского населения.
- Рабочий христианский союз Финляндии (фин. Suomen Kristillisen Työväen Liitto, 1906—1923). Создан при Евангелическо-лютеранской церкви Финляндии в ответ на растущее влияние СДПФ среди рабочих. После 1923 года прекратил политическую деятельность.
- Народно-социалистическая партия Финляндии (1913—1915).
- Монархическая партия (1917—1922).
- Национальная рабочая партия (фин. Kansallinen Työväenpuolue, 1917—1918).
- Партия народа (фин. Kansanpuolue, 1917—1918). Либерализм. Влилась в Национальную прогрессивную партию.
- Социалистическая партия труда (фин. Sosialistinen Työpuolue, 1917—1919).
- Коммунистическая партия Финляндии (фин. Suomen Kommunistinen Puolue, 1918—1990). С 1918 по 1928 и с 1930 по 1944 годы действовала нелегально. Пережив в середине 1980-х раскол, в 1990 году самораспустилась.
- Национальная прогрессивная партия (фин. Kansallinen Edistyspuolue, 1918—1951). Создана сторонниками республики из числе членов Финской и Младофинской партий. Либерализм. Объединилась в Народную партию Финляндии.
- Союз фронтовиков (1918—1944).
- Шведская левая социал-демократическая партия (1918). Объединилась с Коммунистической партией Финляндии.
- Ингерманландский союз (1918—1923).
- Аграрный союз (фин. Maalaisliitto, 1919—1965). Алкионизм, аграрианизм. Переименован в Партию центра.
- Общество за Карелию (1919—1929).
- Шведская левая (швед. Svensk Vänster, 1919—1947). Образована на базе левого (республиканского) крыла Шведской партии. Преобразована в Шведскую либеральную партию.
- Союз самостоятельности Финляндии (1919—1932). Объединилась в Отечественное народное движение.
- Партия национального сплочения (1920—1925).
- Финская социалистическая рабочая партия (фин. Suomen Sosialistinen Työväenpuolue, 1920—1923). Создана членами запрещённой Компартии и леворадикалами из СДПФ. Запрещена властями.
- Умеренно-консервативная партия (1920—1922).
- Финская рабочая партия (фин. Suomen Työväenpuolueeksi, 1923). Создана членами Финской социалистической рабочей партии после её запрета. Запрещена властями.
- Социалистическая избирательная организация рабочих и сельских хозяев (фин. Sosialistinen Työväen ja Pienviljelijöiden Vaalijärjestö, 1924—1930). Создана при участии членов Финской рабочей партии после её запрета.
- Союз красных фронтовиков (1924—1930).
- Крестьянская партия (фин. Talonpoikaiskansan puolue, 1924—1933). Партия карельских крестьян.
- Союз мелких сельских хозяев (1925—1936). Объединилась в Партию мелких хозяев и сельского населения.
- Крестьянская народная партия (1926—1929).
- Фермерская партия (фин. Maanviljelijäin puolue, 1926—1929). Популизм, аграрианизм.
- Левая группа финских рабочих (фин. Suomen työväen vasemmistoryhmä, 1929—1930). Создана левыми активистами недовольными политикой КПФ и СДПФ.
- Финская партия мелких хозяев (англ. Suomen pienviljelijäin puolue, 1929—1936). Популистская крестьянская партия с консервативными ценностями и леворадикальной экономической программой. Объединилась в Партию мелких хозяев и сельского населения.
- Замок Финляндии (1930—1932). Объединилась в Отечественное народное движение.
- Шведский левый список (1930).
- Центральная лига кризисных комитетов (1931—1936). Объединилась в Партию мелких хозяев и сельского населения.
- Новая финская партия (фин. Uusi Suomalainen Puolue, 1932—1945). Крайне правая националистическая партия, также известная как Финская рабочая.
- Патриотическая народная партия (фин. Isänmaallinen Kansanpuolue, 1932—1933). Национал-социалистическая партия.
- Отечественное народное движение (фин. Isänmaallinen Kansanliike, 1932—1944). Праворадикальная националистическая антикоммунистическая партия созданная на базе распущенного властями Движения Лапуа (фин. Lapuan liikkeen). Союзник Национальной коалиции.
- Финская национал-социалистическая лига (фин. Suomen Kansallissosialistinen Liitto, 1932—1937). Партия финского национал-социализма, не разделявшая многие идеи нацизма.
- Народная партия (фин. Kansanpuolue, 1932—1936). Популистская крестьянская партия, основанная на волне протеста и разочарования политикой властей во время Великой депрессии. Объединилась в Партию мелких хозяев и сельского населения.
- Список за национальную экономику (1933).
- Список обездоленных людей (1933).
- Финский труд (1933—1934).
- Сельская народная партия (1933).
- Список «За трудящихся» (1933).
- Список трудящихся, крестьян и интеллигенции (1933).
- Финская народная организация (фин. Suomen Kansan Järjestö, 1933—1936). Национал-социалистическая партия
- Финская социалистическая рабочая партия (фин. Suomalaissosialistinen Työväen Puolue, 1934—1941). Национал-социалистическая партия, выступавшая в частности за предоставление гражданских прав только финнам.
- Партия мелких хозяев и сельского населения (фин. Pienviljelijäin ja maalaiskansan puolue, 1936—1939). Популистская крестьянская партия с левыми взглядами в сфере экономики. Преобразована в Партию мелких хозяев.
- Финский трудовой фронт (фин. Suomen Työrintama, 1936—1939). Национал-социалистическая партия.
- Национальная партия (фин. Kansallisen Puolueen, 1938—1944).
- Объединённый фронт (фин. Yhteisrintama, 1938—1940). Основана одним из лидеров самораспустившейся Финской национал-социалистической лиги.
- Финская национальная трудовая партия (фин. Suomalais-Kansallisen Työn Puolueen, 1939—1944). Создана после развала Финского трудового фронта.
- Партия мелких хозяев (фин. Pienviljelijäin puolue, 1939—1958). Левопопулистская крестьянская партия.
- Финская национал-социалистическая организация труда (фин. Suomen Kansallissosialistinen Työjärjestö, 1940—1943). Национал-социализм.
- Неосоциалистическая партия (фин. Uus-sosialistisen Puolueen, 1940—1942). Национал-социалистизм.
- Национал-социалистическая организация (фин. Kansallissosialistien Järjestö, 1940—1944). Национал-социализм.
- Финская национал-социалистическая народная партия (Suomen Kansallissosialistisen Kansanpuolueen, 1941—1944). Национал-социализм.
- Финские национал-социалисты (фин. Suomen Kansallissosialistit, 1941—1944). Национал-социализм.
- Трудовая организации «Братья по оружию» (фин. Aseveljien Työjärjestö, 1943—1944). Национал-социалистизм.
- Радикальная народная партия (фин. Radikaalinen Kansanpuolue, 1944—1958). Радикализм, популизм, социализм.
- Социалистический союз (1945—1958). Преобразован в Социал-демократический союз рабочих и мелких землевладельцев.
- Социалистическая единая партия (фин. Sosialistinen yhtenäisyyspuolue, 1946—1961). Создана группой бывших социал-демократов, союзников КПФ. Социализм.
- Шведская либеральная партия (швед. Svenska frisinnade Partie, 1947—1951).
- Карельский союз Финляндии (1948).
- Самостоятельный средний класс (фин. Itsenäinen Keskiluokka, 1949—1951). Прогрессивный консерватизм. Объединилась в Народную партию Финляндии.
- Либеральная лига (фин. Vapaamielisten Liitto, 1951—1965). Образована членами Национальной прогрессивной партии недовольных слиянием с партией «Самостоятельный средний класс». Объединилась в Либеральную народную партию.
- Народная партия Финляндии (фин. Suomen Kansanpuolue, 1951—1965). Создана в результате слияния партий Национальная прогрессивная и «Самостоятельный средний класс». Объединилась в Либеральную народную партию.
- Финская христианская лига (фин. Suomen Kristillinen Liitto, 1958—2001). Преобразована в партию Христианские демократы.
- Социал-демократический союз рабочих и мелких землевладельцев (фин. Työväen ja Pienviljelijäin Sosialidemokraattinen Liitto, 1958—1973). Создана группой членов левого крыла СДПФ. После неудачи на выборах 1970 и 1972 года союз был исключён из реестра партий, часть членов вернулись в СДПФ, остальные смогли создать новую партию — Социалистическую рабочую.
- Финская партия мелких землевладельцев (фин. Suomen Pientalonpoikien Puolueen, 1959—1966). Создано в результате раскола Аграрного союза как движение протеста безработных, мелких фермеров, ветеранов Второй мировой войны и эвакуированных из Карелии. Преобразована в Сельскую партию Финляндии.
- Союз свободомыслящих (1960—1965). Объединилась в Либеральную народную партию.
- Европейское движение (1961).
- Независимая партия (1962—1968).
- Партия центра (фин. Keskustapuolue, 1965—1988). Центризм, алкионизм, социал-либерализм. Преобразована в партию Финляндский центр.
- Либеральная народная партия (фин. Liberaalinen Kansanpuolue, 1965—2000). Либерализм. Переименована в «Либералы».
- Сельская партия Финляндии (фин. Suomen Maaseudun Puolue, 1966—1995). Центризм, северной аграрианизм, популизм, консерватизм. Преобразована в «Истинные финны».
- Либеральный союз (1970—1973).
- Лига гражданской силы (1972).
- Национальная объединённая партия (1972).
- Финская партия народного единства (фин. Suomen Kansan Yhtenäisyyden Puolue, 1972—1983). Создана в результате раскола Сельской партии Финляндии.
- Финская партия частных предпринимателей (фин. Suomen Yksityisyrittäjäin Puoluejärjestö, 1972—1979). Выступала в защиту частной собственности и предпринимательства, против национализации.
- Финская конституционная народная партия (фин. Suomen Perustuslaillinen Kansanpuolue, 1973—1980). Правая антикоммунистическая и антисоветская, противники «финляндизации». Преобразована в Конституционную правую партию.
- Партия мелких предпринимателей (1973).
- Республиканская партия (1973).
- Социалистическая рабочая партия (фин. Sosialistinen Työväenpuolue, 1973—1979). Создана на базе левого крыла Социал-демократического союза рабочих и мелких землевладельцев. Марксизм, социализм. После неудач на выборах 1975 и 1979 годов была исключена из реестра партий, продолжив работу как политическая ассоциация.
- Братская помощь (1976—1988).
- Национально-демократическая партия (1977—1995).
- Союз зелёных Финляндии (1978).
- Финская анархическая лига (1980).
- Конституционная правая партия (фин. Perustuslaillinen Oikeistopuolueeksi, 1980—1993). Правая антикоммунистическая и антисоветская, патриотизм, консерватизм, противники «финляндизации». После неудач на выборах в начале 1990-х преобразовались в политическую ассоциацию «Конституционные правые» (фин. Perustuslaillinen Oikeisto).
- Организация национального единства (1985—1991). Преобразована в Национал-радикальную партию.
- Партия Веннамо (1985—1990). Создана сторонниками финского политика Вейкко Веннамо, основателя и лидера Сельской партии Финляндии.
- Финская партия пенсионеров (фин. Suomen Eläkeläisten Puolue, 1985—1999). Консервативная в социальных вопросах, левая в экономических.
- Коммунистическая партия Финляндии (Единство) (фин. Suomen Kommunistinen Puolue (yhtenäisyys), 1986—1994). Переименована в Коммунистическую партию Финляндии.
- Пенсионеры и зелёная солидарность (фин. Eläkkeensaajien ja Vihreä Yhteisvastuupuolue, 1986—1995). Преобразована в Партию солидарности.
- Зелёные (фин. Vihreät, 1988—1992). Зелёная политика, защита природы. Преобразована в Экологическую партию «Зелёные».
- Гуманистическая партия (фин. Ihmisyydenpuolue, 1989—1995). Объединилась с Партией независимости.
- Реформистская партия либералов (фин. Uudistuspuolue Liberaalit, 1989—1991). Создана группой активистов Либеральной народной партии, позднее вернувшихся в партию.
- Арийско-германское братство (фин. Arjalainen Germaaniveljeskunta, 1990—1992). Национализм, крайне правые. Преобразован во Фронт правых патриотов.
- Женская партия (фин. Naisten puolue, 1990—1995).
- Независимые пенсионеры Финляндии (фин. Riippumattomat Sitoutumattomat Eläkeläiset Suomessa, 1990—1999). Сменила название на «Пенсионеры для народа».
- Национальный патриотический альянс (1991).
- Национал-радикальная партия (1991—2000).
- Экологическая партия «Зелёные» (фин. Ekologinen puolue Vihreät, 1992—1998). Зелёная политика, защита природы. Преобразована в Пёструю партию.
- Гражданский комитет за возвращение Финляндии бывших финских территорий (1992).
- Фронт правых патриотов (фин. Isänmaallinen Oikeisto, 1992). Национализм, крайне правые. Послужили основой для создания организации «Финляндия — Отечество».
- Финская бело-голубая народная партия (фин. Suomen Kansan Sinivalkoiset, 1993—2010). Национализм, крайне правые.
- Финляндия — Отечество (фин. Suomi – Isänmaa, 1993—2006). Националистическая правоконсервативная.
- Финские либеральные демократы (фин. Suomen Liberaalidemokraatit, 1993—1994). Создана группой членов Либеральной народной партии.
- Лига свободы Финляндии (1994).
- Партия защиты природы (1994—2000). Зелёная политика, защита природы.
- Партия природного закона (фин. Luonnonlain puolue, 1994—2001). Создана последователями индийского гуру Махариши Махеш Йоги и его учения трансцендентальной медитации. Входила в Международную сеть Партии природного закона.
- Партия коренных жителей (1994).
- Экологическая партия (1994).
- Альянс за Свободную Финляндию (1994).
- Женская партия (1994).
- Социалистическая Альтернатива (1994).
- Коммунистическая молодёжь (1995—1998). Переименован в Социалистический союз.
- Молодые финны (фин. Nuorsuomalaiset, 1994—1999). Создана на базе Ассоциации молодых финнов, основанной в 1965 году группой членов Либеральной партии.
- Антипартийная партия аполитичных людей. Выступала за реформу государства всеобщего благосостояния с неолиберальных позиций, за «либеральную экономическую политику и либеральную социальную политику». Объединилась с Либеральной народной партией.
- Группа реформ (фин. Remonttiryhmä, 1998—2001). Создана бывшим депутатом от СДПФ Ристо Куйсма в результате раскола «Молодых финнов».
- Пёстрая партия (фин. Kirjava ”Puolue” – Elonkehän Puolesta, 1998—2003). Зелёная политика, защита природы.
- Рабочая партия Финляндии (фин. Suomen työväenpuolue, STP, швед. Finlands Arbetarparti, 1999). Идеология — экосоциализм, марксизм, глава партии — Тански, Юхани.
- Перемены 2011 (фин. Muutos 2011, M11, швед. Förändring 2011, 2009). Идеология — прямая демократия, свобода слова, национал-либерализм, глава партии — Кааккола, Марьюкка.
- Альтернативная лига (1999—2006). Преобразована в Рабочую партию Финляндии.
- Пенсионеры за народ (фин. Eläkeläiset Kansan Asialla, 1999—2006). Объединилась в Финскую партию пожилых людей.
- Либертарианское движение Финляндии (2000—2004).
- Классовая борьба (2000—2002). Объединилась в Марксистский рабочий союз.
- Марксистская оппозиция (2000—2002). Объединилась с Марксистский рабочий союз.
- Марксистский рабочий союз (2000). Основан в результате раскола Социалистического союза.
- Национальный Фронт (2000).
- Глобальная Нация (2000).
- Христианский социал-демократический союз (2000).
- Либералы (фин. Liberaalit, 2000—2007). Ранее назывались Либеральная народная партия. Лишившись статуса партии преобразовались в «мозговой центр»
- Ультралевая лига (2001).
- Силы перемен Финляндии (фин. Muutosvoimat Suomi, 2002—2007). Евроскептицизм.
- Партия солидарности (фин. Yhteisvastuu puolue), 2002—2007). Классический либерализм, зелёная политика.
- Альянс за свободу Финляндии (2004).
- Объединённый народ Великой Финляндии (2004).
- Рабочие против войны и фашизма (2005).
- Народный фронт против Европейского Союза (2005).
- За бедных (фин. Köyhien Asialla, Köyh., швед. För de fattigas väl, 2006). Идеология — христианский социализм, глава партии — Савола, Тертту.
- Партия информирования общества (2006—2007).
- Финская партия пожилых людей (фин. Suomen Senioripuolue, 2006—2012). Объединилась с Партией независимости.
- Антифашистский комитет Финляндии (2009).
- Финляндско-русский гражданский комитет (2009).
- Финская партия (фин. Suomen Puolue, 2009).
- Партия свободы — Будущее Финляндии (фин. Vapauspuolue – Suomen tulevaisuus, VP, швед. Frihetspartiet, 2009). Идеология — национал-консерватизм, правый популизм, глава партии — Путтонен, Лисбет.